# Maurycy Stanisław Potocki

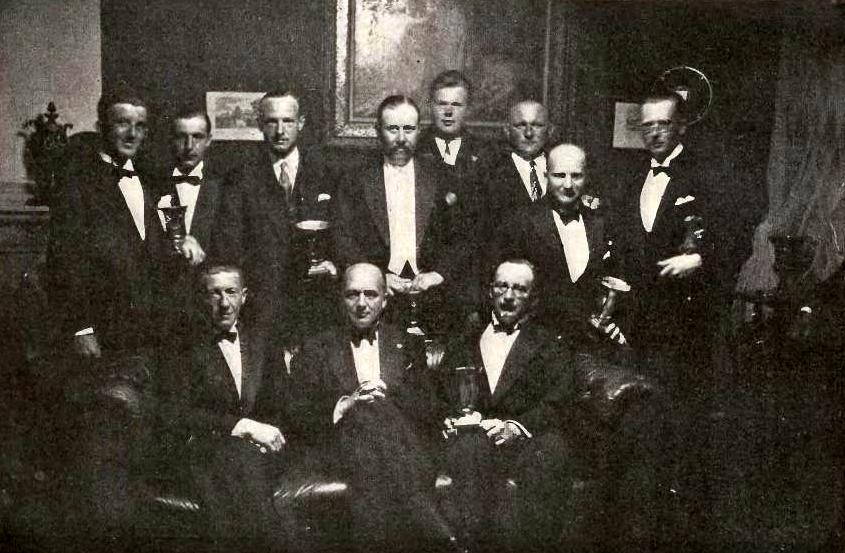
Zwycięzcy Rajdu Polski 1930 – Maurycy Potocki stoi 4. od lewej

Maurycy Stanisław Potocki herbu Pilawa (ur. 16 maja 1892 w Warszawie, zm. 15 maja 1949) – hrabia, właściciel Jabłonny, rotmistrz rezerwy Wojska Polskiego, działacz niepodległościowy, kawaler Orderu Virtuti Militari.

## Życiorys
Był synem Augusta i Eugenii z Wojnicz-Sianożęckich. W 1906 odziedziczył Jabłonnę, Nieporęt i Białobrzegi, dobra o łącznym obszarze około 7800 hektarów. Przez jakiś czas przebywał w Anglii na studiach, nauki nie wieńcząc jednak dyplomem.
Jesienią 1917 wstąpił jako ochotnik do 11 pułku strzelców polskich, a następnie przeniesiony do 1 pułku ułanów. Uczestnik wojny polsko-ukraińskiej (podporucznik 1 pułku Ułanów Krechowieckich) oraz wojny polsko-sowieckiej. Opuścił wojsko jako porucznik jazdy rezerwy. Na stopień rotmistrza rezerwy został awansowany ze starszeństwem z 19 marca 1939 i 5. lokatą w korpusie oficerów kawalerii.
W latach międzywojennych nie był aktywny w życiu politycznym, jedynie w chwili zamachu majowego był wśród osób towarzyszących Piłsudskiemu przy rozmowie z prezydentem Wojciechowskim na Moście Poniatowskiego. Pozostawał natomiast stale w związkach towarzyskich z elitami kraju. Udzielał się w życiu sportowym jako współtwórca Automobilklubu Polskiego i uczestnik rajdów samochodowych, w których startował samochodem Bugatti; kolekcjonował samochody wyścigowe. Działał w Polskim Związku Łowieckim, w ramach polowań nawiązując kontakty towarzyskie także ze znakomitościami zagranicznymi, m.in. z Göringiem i Ciano; część polowań organizował w swoich dobrach w Jabłonnie. W 1926 ofiarował dwa płótna Canaletta na Zamek Królewski.
Utrzymywał się ze stopniowej parcelacji dóbr, dochodów z nieruchomości oraz udziałów w Hucie Szkła „Jabłonna”. Huta ta powstała w 1897, zatrudniała około ćwierć tysiąca osób.
We wrześniu 1939 działał w Straży Obywatelskiej w Warszawie, kierował Wydziałem Transportu i Komunikacji. Za wiedzą dowództwa Związku Walki Zbrojnej (potem Armii Krajowej) podtrzymywał nawiązane przed wojną znajomości z dygnitarzami niemieckimi, wielokrotnie z powodzeniem interweniując w sprawie zwolnienia aresztowanych osób. Po takiej interwencji 15 sierpnia 1942 został uwolniony m.in. Władysław Studnicki. Warszawska kamienica Potockiego przy ulicy Mazowieckiej 4 mieściła bar „Za Kotarą”, będący lokalem kontaktowym Oddziału V (łączności operacyjnej) Komendy Głównej Armii Krajowej; lokal, penetrowany przez Gestapo, został zlikwidowany przez oddział kontrwywiadu Komendy Głównej Armii Krajowej 8 października 1943 w wyniku akcji „Za Kotarą”. Dzięki udanej współpracy z Archivamt w Warszawie przyczynił się Potocki do zachowania Archiwum Poniatowskich, uprzednio przechowywanego w Jabłonnie.
Po upadku powstania warszawskiego przebywał w Ojcowie, gdzie w marcu 1945 został aresztowany przez UB. Był więziony w Kielcach. W sierpniu 1945 więzienie zostało zajęte przez oddział Antoniego Hedy „Szarego”, dzięki czemu Potocki odzyskał wolność. Niebawem opuścił kraj przez zieloną granicę i jesienią 1945 dotarł do Londynu, gdzie zmarł 15 maja 1949.
Był dwukrotnie żonaty; od 1915 z Teresą z książąt Woronieckich (zm. 1949, małżeństwo unieważnione w 1928), od 1928 z Marią z Gąsiorowskich, I voto Brydzińską (ur. 1897), aktorką. Z drugiego małżeństwa miał córkę Natalię (1929–1974), dwukrotnie rozwiedzioną: I voto Richardową Jenner, II voto Wincentową Poklewską.    
O Maurycym Potockim wspominał Antoni Słonimski w swoim utworze W oparach absurdu.

## Ordery i odznaczenia
- Krzyż Srebrny Orderu Wojskowego Virtuti Militari nr 6831[2]
- Krzyż Walecznych dwukrotnie[8][9]
- Medal Niepodległości – 20 lipca 1932 „za pracę w dziele odzyskania niepodległości”[10][11][12]
- Medal Zwycięstwa[8]